# Zapasy na Letnich Igrzyskach Olimpijskich 1960 – kategoria do 62 kg w stylu wolnym
Zmagania mężczyzn do 62 kg to jedna z ośmiu męskich konkurencji w zapasach w stylu wolnym rozgrywanych podczas Letnich Igrzysk Olimpijskich 1960. Pojedynki w tej kategorii wagowej odbyły się w dniach 1 – 6 września.
Punktacja opierała się na systemie „złych punktów karnych”. Zwycięzca otrzymywał zero punktów za wygraną przez „tusz” (łopatki), a jeden punkt za wygraną na punkty. Dwa punkty przyznawano zawodnikom za remis. Za porażkę na punkty zawodnik otrzymywał trzy punkty, a za przegraną na łopatki przyznawano 4 punkty karne. Uzyskanie sześciu lub więcej punktów eliminowało zapaśnika z turnieju. Najlepsza trójka walczyła w rundzie finałowej. 

## Klasyfikacja[1]
| Pozycja | Nazwisko                 | Kraj              |
| ------- | ------------------------ | ----------------- |
| 1       | Mustafa Dağıstanlı       | Turcja            |
| 2       | Stanczo Kolew            | Bułgaria          |
| 3       | Władimir Rubaszwili      | ZSRR              |
| 4       | Tamiji Satō              | Japonia           |
| 5       | Joseph Mewis             | Belgia            |
| 6       | Muhammad Akhtar          | Pakistan          |
| 7       | Abe Geldenhuys           | ZPA               |
| 8       | Mohamed Khadem Khorasani | Iran              |
| 9       | Louis Giani              | Stany Zjednoczone |
| 10      | Kasim Ahmed Sayed        | Irak              |
| 10      | Georges Ballery          | Francja           |
| 12      | Jan Żurawski             | Polska            |
| 12      | Roberto Vallejo          | Meksyk            |
| 12      | József Kellermann        | Węgry             |
| 15      | Erkki Penttilä           | Finlandia         |
| 16      | Gang Jeong-ho            | Korea Południowa  |
| 16      | Hans Marte               | Austria           |
| 18      | Stefanos Joanidis        | Grecja            |
| 19      | Bert Aspen               | Wielka Brytania   |
| 19.     | Christian Luschnig       | Niemcy            |
| 21      | Angelo Gelsomini         | Włochy            |
| 21      | Mohammad Ibrahim Kederi  | Afganistan        |
| 23      | Meinrad Ernst            | Szwajcaria        |
| 24      | Samuel Parker            | Australia         |
| 25      | Sunder Shiam             | Indie             |

## Wyniki

### Pierwsza runda[2]
| Zwycięzca           | Punkty karne | Wynik     | Przegrany                | Punkty karne |
| ------------------- | ------------ | --------- | ------------------------ | ------------ |
| Joseph Mewis        | 0            | Łopatki   | Sunder Shiam             | 4            |
| Hans Marte          | 1            | Na punkty | Samuel Parker            | 3            |
| Mustafa Dağıstanlı  | 1            | Na punkty | Erkki Penttilä           | 3            |
| József Kellermann   | 0            | Łopatki   | Meinrad Ernst            | 4            |
| Władimir Rubaszwili | 0            | Łopatki   | Mohamed Khadem Khorasani | 4            |
| Louis Giani         | 0            | Łopatki   | Angelo Gelsomini         | 4            |
| Stefanos Joanidis   | 0            | Łopatki   | Gang Jeong-ho            | 4            |
| Roberto Vallejo     | 2            | Remis     | Kasim Ahmed Sayed        | 2            |
| Muhammad Akhtar     | 0            | Łopatki   | Mohammad Ibrahim Kederi  | 4            |
| Tamiji Satō         | 1            | Na punkty | Jan Żurawski             | 3            |
| Abe Geldenhuys      | 0            | Łopatki   | Bert Aspen               | 4            |
| Stanczo Kolew       | 0            | Łopatki   | Christian Luschnig       | 4            |
| Georges Ballery     | 0            | Bez walki |                          |              |

### Druga runda[3]
| Zwycięzca                | Punkty karne | Wynik       | Przegrany               | Punkty karne |
| ------------------------ | ------------ | ----------- | ----------------------- | ------------ |
| Joseph Mewis             | 1            | Na punkty   | Georges Ballery         | 3            |
| Mustafa Dağıstanlı       | 1            | Łopatki     | Hans Marte              | 5            |
| Erkki Penttilä           | 4            | Na punkty   | József Kellermann       | 3            |
| Władimir Rubaszwili      | 0            | Łopatki     | Meinrad Ernst           | 8            |
| Mohamed Khadem Khorasani | 5            | Na punkty   | Louis Giani             | 3            |
| Gang Jeong-ho            | 5            | Na punkty   | Angelo Gelsomini        | 7            |
| Kasim Ahmed Sayed        | 3            | Na punkty   | Stefanos Joanidis       | 3            |
| Roberto Vallejo          | 3            | Na punkty   | Mohammad Ibrahim Kederi | 7            |
| Tamiji Satō              | 2            | Na punkty   | Muhammad Akhtar         | 3            |
| Jan Żurawski             | 4            | Na punkty   | Abe Geldenhuys          | 3            |
| Christian Luschnig       | 6            | Remis       | Bert Aspen              | 6            |
| Stanczo Kolew            | 0            | Bez walki   |                         |              |
|                          |              | Wycofał się | Samuel Parker           |              |
|                          |              | Wycofał się | Sunder Shiam            |              |

### Trzecia runda[4]
| Zwycięzca                | Punkty karne | Wynik       | Przegrany         | Punkty karne |
| ------------------------ | ------------ | ----------- | ----------------- | ------------ |
| Stanczo Kolew            | 1            | Na punkty   | Georges Ballery   | 6            |
| Joseph Mewis             | 1            | Łopatki     | Hans Marte        | 9            |
| Mustafa Dağıstanlı       | 1            | Łopatki     | József Kellermann | 7            |
| Władimir Rubaszwili      | 0            | Łopatki     | Erkki Penttilä    | 8            |
| Mohamed Khadem Khorasani | 5            | Łopatki     | Gang Jeong-ho     | 9            |
| Louis Giani              | 4            | Na punkty   | Kasim Ahmed Sayed | 6            |
| Tamiji Satō              | 2            | Łopatki     | Roberto Vallejo   | 7            |
| Muhammad Akhtar          | 4            | Na punkty   | Jan Żurawski      | 7            |
| Abe Geldenhuys           | 3            | Bez walki   |                   |              |
|                          |              | Wycofał się | Stefanos Joanidis |              |

### Czwarta runda[5]
| Zwycięzca          | Punkty karne | Wynik       | Przegrany                | Punkty karne |
| ------------------ | ------------ | ----------- | ------------------------ | ------------ |
| Stanczo Kolew      | 2            | Na punkty   | Abe Geldenhuys           | 6            |
| Mustafa Dağıstanlı | 2            | Na punkty   | Joseph Mewis             | 4            |
| Muhammad Akhtar    | 5            | Na punkty   | Władimir Rubaszwili      | 3            |
| Tamiji Satō        | 2            | Łopatki     | Mohamed Khadem Khorasani | 9            |
|                    |              | Wycofał się | Louis Giani              |              |

### Piąta runda[6]
| Zwycięzca           | Punkty karne | Wynik     | Przegrany       | Punkty karne |
| ------------------- | ------------ | --------- | --------------- | ------------ |
| Stanczo Kolew       | 2            | Łopatki   | Joseph Mewis    | 8            |
| Mustafa Dağıstanlı  | 2            | Łopatki   | Muhammad Akhtar | 9            |
| Władimir Rubaszwili | 4            | Na punkty | Tamiji Satō     | 5            |

### Szósta runda[7]
| Zwycięzca          | Punkty karne | Wynik     | Przegrany           | Punkty karne |
| ------------------ | ------------ | --------- | ------------------- | ------------ |
| Stanczo Kolew      | 3            | Na punkty | Władimir Rubaszwili | 7            |
| Mustafa Dağıstanlı | 4            | Remis     | Tamiji Satō         | 7            |

### Siódma runda[8]
| Zwycięzca          | Wynik     | Przegrany     |
| ------------------ | --------- | ------------- |
| Mustafa Dağıstanlı | Na punkty | Stanczo Kolew |